# 노보트니 쇼마
노보트니 쇼마(헝가리어: Novothny Soma, 1994년 6월 16일 ~ )는 헝가리 출신의 축구 선수이다. K리그에서 등록명은 노보트니였다. 현재 VfL 보훔에서 공격수로 활약하고 있다.